# Autódromo Monterrey
El Autódromo Monterrey es una pista de carreras en Apodaca, Nuevo León, México, en el zona metropolitana de Monterrey. La pista actualmente es operada por DIPSA y alberga carreras de NASCAR México, carreras de resistencia, karting y carreras Volks.

## Historia
El Autódromo fue inaugurado en 1970 por Filiberto Jiménez. En la década de 1970, los 500 km de Monterrey era el evento principal de este circuito.

## Trazado

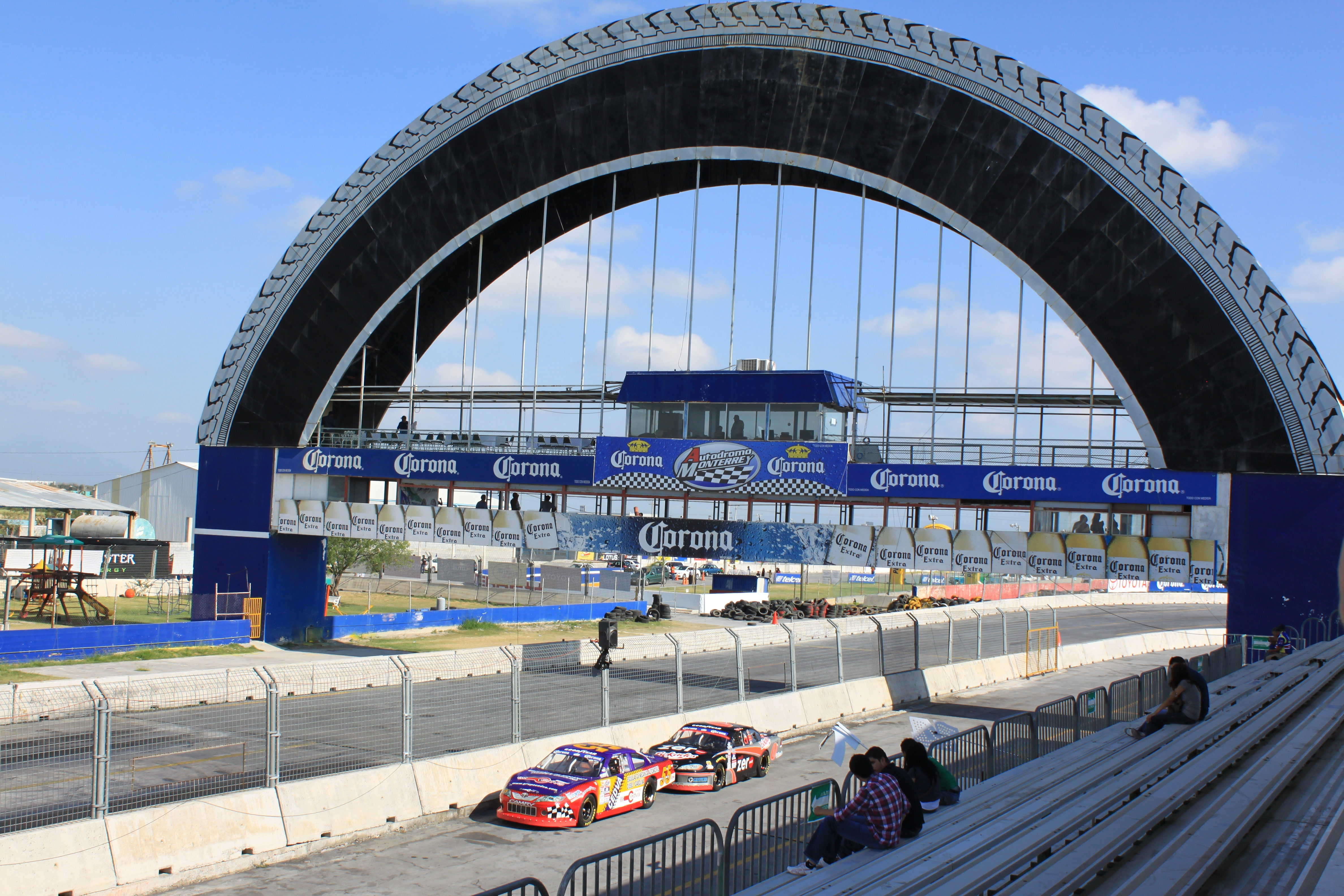
Puente en la línea de salida

La pista tiene una larga recta, seguida de una chicana que lleva a los conductores a una curva cerrada. La curva 6 es otra chicana, junto con la T1 se añadió más tarde. Originalmente, la última curva era un giro inclinado, ahora se usa en el diseño corto. En la versión larga hay un desvío que conduce a la segunda parte de este giro.
Hay un segundo plato llamado El Frijol por su forma de alubia. Este es un óvalo Dogleg de 1 milla de largo. En este curso, el primer giro es plano y el segundo es un giro bancario.

## Ganadores

### Formula K
| Año  | Ganador               |
| ---- | --------------------- |
| 1988 | César Tiberio Jiménez |
| 1989 | Carlos Guerrero       |

### Fórmula 2 Mexicana
| Año  | Ganador               |
| ---- | --------------------- |
| 1990 | Carlos Guerrero       |
| 1992 | Carlos Guerrero       |
| 1993 | Marco Magaña          |
| 1994 | Gerardo Martínez      |
| 1995 | José Cordova          |
| 1997 | Ricardo Pérez de Lara |

### Nascar Mexico Series

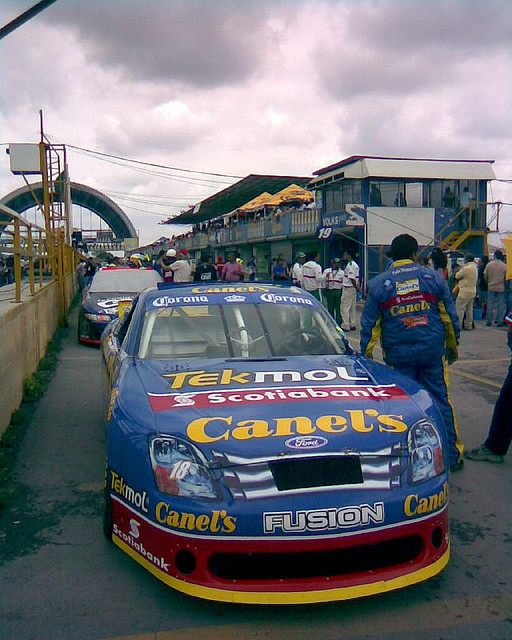
Rafael Martínez en un evento de la Serie Corona de NASCAR

| Año  | Ganador               |
| ---- | --------------------- |
| 2004 | César Tiberio Jiménez |
| 2005 | Rogelio López         |
| 2005 | Rogelio López         |
| 2006 | Carlos Pardo          |
| 2007 | Rafael Martínez       |
| 2007 | Antonio Pérez         |
| 2008 | Antonio Pérez         |
| 2009 | Germán Quiroga        |
| 2010 | Rubén Rovelo          |
| 2011 | Patrick Goeters       |
| 2011 | Rafael Martinez       |
| 2012 | Ruben Rovelo          |
| 2012 | Jorge Goeters         |
| 2013 | Daniel Suárez         |
| 2014 | Daniel Suárez         |
| 2017 | Ruben Rovelo          |
| 2018 | Homero Richards       |
| 2021 | Ruben Rovelo          |
| 2022 | Abraham Calderón      |
| 2022 | Salvador de Alba Jr.  |
| 2023 | Ruben García          |
| 2024 | Xavi Razo             |

### Campeonato NACAM de Fórmula 4
| Año  | Piloto                 | Equipo              |
| ---- | ---------------------- | ------------------- |
| 2017 | Calvin Ming            | Ram Racing          |
| 2017 | Facundo Garese         | Telcel RPL Racing   |
| 2017 | Moisés de la Vara      | Scuderia Martiga EG |
| 2018 | Moisés de la Vara      | Scuderia Martiga EG |
| 2018 | Moisés de la Vara      | Scuderia Martiga EG |
| 2018 | Moisés de la Vara      | Scuderia Martiga EG |
| 2019 | Manuel Sulaimán        | Ram Racing          |
| 2019 | Manuel Sulaimán        | Ram Racing          |
| 2019 | Manuel Sulaimán        | Ram Racing          |
| 2020 | Nicholas Christodoulou | Scuderia Martiga EG |
| 2020 | José Garfias           | Telcel RPL Racing   |
| 2020 | Noel León              | Ram Racing          |

## Accidentes
El corredor estadounidense Ron Sheldon murió en el México 1000 de 1971.
En 1993, corriendo en la Fórmula 2, Marco Magaña fue golpeado por una piedra en la cabeza. Murió instantáneamente. Un espectador murió en el mismo accidente.
En la temporada inaugural del Desafío Corona, ahora NASCAR México Series, Marcelo Núñez, evitando un incidente, golpeó la pared en la curva 1 y creó una nube de polvo que bloqueó la vista de los conductores que ingresaban. Luego, Rafael Vallina golpeó el auto de Núñez por el lado derecho. Núñez tenía varias lesiones, incluida la perforación de un pulmón, y murió 8 días después en el hospital de Muguerza.